# Madhuca bejaudii
Madhuca bejaudii là một loài thực vật có hoa trong họ Hồng xiêm. Loài này được Aubrév. mô tả khoa học đầu tiên năm 1963.